# OGAE
OGAE（法語：Organisation Générale des Amateurs de l'Eurovision，译名“欧视爱好者总会”）是一个由亚里佩卡·科伊卡莱宁（Jaripekka Koikkalainen）于1984年在芬兰萨翁林纳建立的欧洲歌唱大赛爱好者跨国组织。该组织由在欧洲以及欧洲以外的40个地区的欧视爱好者俱乐部（fan clubs）组成。它是一个非政府性、非政治性以及非盈利性机构。
每年有4个独立组织的非盈利性比赛，将国内优秀音乐推荐给世界各地的欧视爱好者。
国家间的组织工作经常会需要与欧洲广播联盟（EBU）协作，以利于推广欧洲歌唱大赛的影响力，且亦可在各个参与国的国家广播机构之间建立深厚的关系。
现任的OGAE国际联络会（International Network）主席是来自OGAE芬兰区的麦肯·麦米茨。他于2011年开始担任主席的职务，其前任是OGAE希腊区的安东尼斯·卡拉茨柯斯（Antonis Karatzikos）。2013年5月17日，在瑞典马尔默召开的年度OGAE成员大会上，他获得了为期2年的连任。

## 历史
尽管欧洲歌唱大赛最早于1956年就举行了，但是OGAE国际联络会直到1984年才由亚里佩卡·科伊卡莱宁在芬兰萨翁林纳建立起来。这个组织是一个独立性的欧视爱好者俱乐部，以非政府性、非政治性和非盈利性的形式运作，且与欧洲欧洲广播联盟有着频繁而密切的合作。该联络会向欧视大赛的参赛国或曾经的参与国敞开大门。有几个其它的欧洲国家和非欧洲地区没有其独立的OGAE联络会，其中包括澳大利亚、拉脱维亚、哈萨克斯坦、摩纳哥、圣马力诺、南非和美国。这些国家或地区都被划入“OGAE之世界其余地区”（"OGAE Rest of the World"）的名下。
该组织每年都会安排4个非营利性比赛——歌曲比赛（Song Contest）、未入围歌曲复活赛（Second Chance Contest）、视讯歌曲比赛（Video Contest）和自编歌曲比赛（Home Composed Song Contest）。OGAE通过与欧洲歌唱大赛爱好者的紧密联合，旨在带动各国国内音乐在世界范围内的传播，在各国广播公司与欧视大赛的观众之间构建了强有力的纽带，使欧洲歌唱大赛拥有了更加广泛的群众基础（a wider fan-base）。
2007年安东尼斯·卡拉茨柯斯当选为新任的OGAE国间协调员（International Coordinator）任期为2年。2009年7月，他获得了连任。2011年，OGAE国间联络会成为在法国的一个注册机构，而麦肯·麦米茨被选为主席。2013年5月17日在瑞典马尔默的the Euro Fan Café （Moriska Paviljongen）召开的年度OGAE主席会议上，各国OGAE俱乐部（OGAE Clubs）的主席们（presidents）选出了新一届OGAE国间联络会的董事会委员（new board for the OGAE International Network）（名单列举在下表）。在2015年的下一次改选到来之前，这些被选出的委员们将要一直履行好自己的职责。

OGAE参与国
OGAE之世界其余地区

| 职位         | 姓名                    | 所属的OGAE俱乐部 |
| ------------ | ----------------------- | ---------------- |
| 主席         | 麦肯·麦米茨             | 芬兰             |
| 秘书         | Alexandros Liapis       | 希腊             |
| 财务出纳员   | Mathieu Kroon Gutiérrez | 法國             |
| 董事会委员   | Klaus Woryna            | 德国             |
| 董事会委员   | 西蒙·伯奈特             | 英国             |
| 董事会副委员 | 安德里安·瑞法洛         | 馬爾他           |
| 董事会副委员 | Johann Sørensen         | 丹麦             |

## OGAE分支
OGAE目前有40个成员，包括德国佔的2个。分别是：
- 阿尔巴尼亚
- 安道尔
- 亞美尼亞
- 奥地利
- 白俄羅斯1
- 比利时
- 保加利亚
- 賽普勒斯
- 丹麦
- 爱沙尼亚
- 芬兰
- 法國
- 德国
- 德国欧视俱乐部
- 希腊
- 冰島
- 愛爾蘭
- 以色列
- 義大利
- 立陶宛
- 盧森堡
- 北馬其頓
- 馬爾他
- 摩尔多瓦
- 荷蘭
- 挪威
- 波蘭
- 葡萄牙
- 世界其余地区
- 羅馬尼亞
- 俄羅斯
- 塞爾維亞
- 斯洛維尼亞
- 西班牙
- 瑞典
- 瑞士
- 土耳其
- 英国